# Mad Max (franchise)
A Mad Max disztópikus és posztapokaliptikus egyedi világban játszódó filmek neve. Számos ezekhez köthető Mad Max franchise termék készült az évek folyamán, köztük videók, könyvek, magazinok, CD-k, DVD-k, táblás és videójátékok, akciófigurák, autómodellek, valamint szuvenírpólók és kitűzők. Nevét az 1979-ben készült Mad Max című ausztrál filmről kapta, amit, akárcsak a folytatásokat, George Miller rendezett. A filmekből még két rész készült, 1981 és 1985-ben. A következő trilógia első részének megjelentetését 2015 májusában tervezik. Miller 2009-ben animeváltozat készítésének a lehetőségét is felvette, erről azonban még nincs hír.
A filmek nagy hatást gyakoroltak a posztapokaliptikus műfajra, és sikerüknek köszönhetően az ausztrál filmipar is nemzetközi figyelmet kapott.

## Filmek

### Mad Max

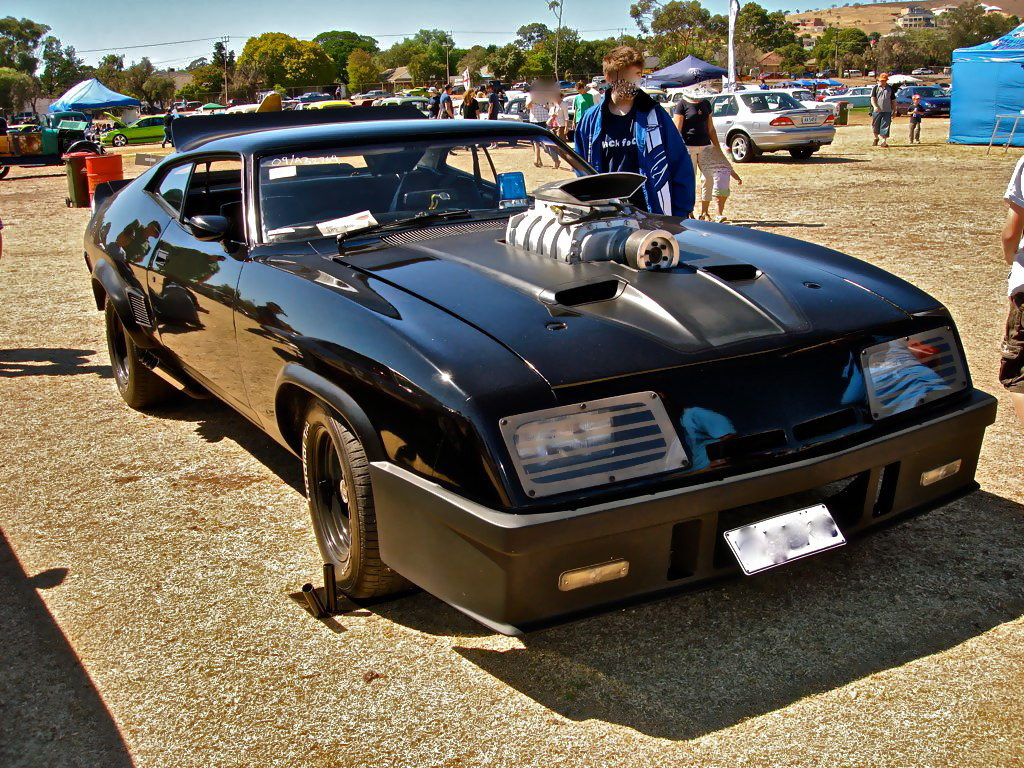
Az első filmben Max autójaként bemutatott Pursuit Special replikája

A Mad Max 1979-ben készült disztópikus ausztrál road movie, ahol a civilizáció hanyatlása és a társadalom összeomlása miatt Ausztrália állandó bandaháborúk színtere. A sorozatok visszatérő főhőse a Main Force Patrolnál szolgált Max Rockatansky, aki családja meggyilkolása miatt akar bosszút állni. Az akkoriban ismeretlen Mel Gibson első filmje ez volt, ami megalapozta nemzetközi hírnevét. A Mad Max jelentős sikert ért el mind hazai, mind nemzetközi viszonylatban.

### Mad Max 2. - Az országúti harcos
A Mad Max 2. - Az országúti harcos az első film 1981-ben készült folytatása. A főszereplő itt is Max Rockatansky, akit ismét Mel Gibson játszott. A folytatásban Max-nek már semmilyen kötődése nincs a rendfenntartó szervezetekhez. Ezúttal egy kis település lakóit védi, miközben ők megpróbálnak legnehezebben hozzáférhető értéket, olajat szerezni. Az első részhez hasonlóan ez a film is számos rangos elismerést elnyert, illetve kultusztfilmmé vált.

### Mad Max 3. - Az Igazság csarnokán innen és túl
Az 1985-ben elkészült Mad Max 3. - Az Igazság csarnokán innen és túl a trilógia utolsó része. Ebben Max Cserevárosban (Bartertown) kénytelen küzdeni a Tina Turner által alakított Néniért, a város vezetőjéért, majd egy csapat árvát vesz pártfogásába. A film nem ért el olyan nézettségi sikereket, mint a második rész. A kritikusok azonban dicsérték, mivel úgy tudta mélyíteni Max személyiségét, hogy közben az alapkoncepciót nem érintette. Ugyanakkor kritika érte azért, mert a készítők feladták a korábbi filmek brutális képi világát.

### Mad Max – A harag útja
A negyedik film a Mad Max – A harag útja, amelyben Max egy Furiosa nevű lázadó nőt segít átkelni a sivatagon. Ebben már nem Mel Gibson, hanem Tom Hardy játssza a főszerepet, ugyanis Gibsonnak botrányai, illetve a szerephez túl idős kora miatt Miller nem szánt helyet a filmben. A női főszereplőt Charlize Theron alakítja. A film készítését már 2009-ben elkezdték, ám különböző akadályok miatt elhalasztották. A negyedik rész 2015 májusában jelent meg.

## Videójátékok
A filmek alapján két videójáték is készült. Az első 1990-ben a Mad Max 2 története alapján NES-re a Mindscape fejlesztésében. A játék célja a túlélés a posztapokalptikus világban, túlélőkkel való harc és nyersanyagok gyűjtése segítségével.
2013 júniusában az E3-on jelentették be, hogy az Avalanche Studios a Mad Max világán alapuló videójátékot fejleszt. A játék 2015-ben jelent meg Xbox 360-ra, PlayStation 3-ra, Xbox One-ra, PlayStation 4-re és PC-re. A játék nyílt világú felváltva autós és gyalogos részekkel, előbbire mintegy 50 különböző jármű áll rendelkezésre.